# Nototriche anthemidifolia
Nototriche anthemidifolia là một loài thực vật có hoa trong họ Cẩm quỳ. Loài này được (J. Rémy) A.W. Hill mô tả khoa học đầu tiên năm 1906.